# Trafoturm Meißner Straße (Radebeul)

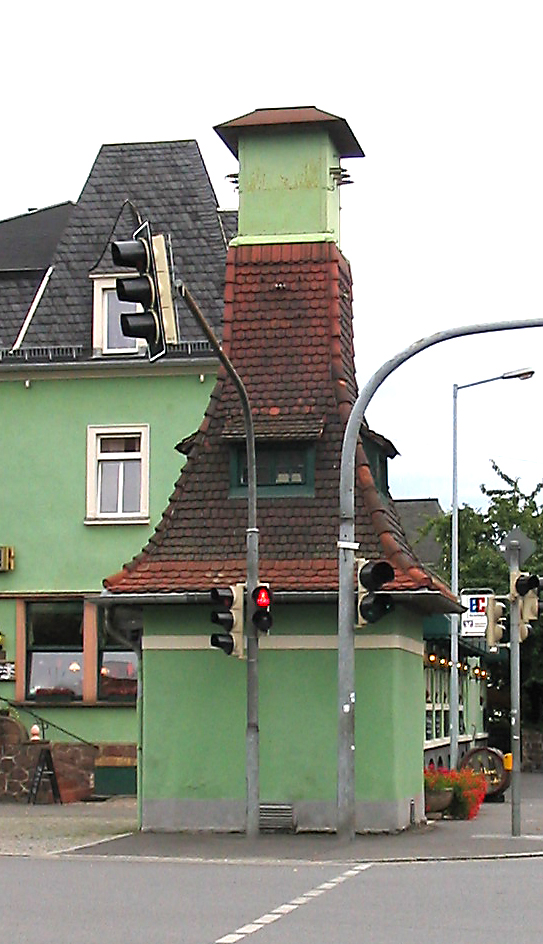
Ehemalige Trafostation Meißner Straße / Einsteinstraße, dahinter das Hotel Zu den Linden

Der sogenannte Trafoturm an der Ecke Meißner Straße / Einsteinstraße der sächsischen Stadt Radebeul ist eine ehemalige Transformatorenstation. Das unter Denkmalschutz stehende Bauwerk stammt aus den Jahren um 1910. Direkt daneben steht das Hotel und Restaurant „Zu den Linden“ des Radebeuler Konditors und Fachautors Erich Weber.
Als Ausgangspunkt des Radialstraßensystems des sogenannten Lindenquartiers steht der Trafoturm auch am Beginn der August-Bebel-Straße und der Karl-Marx-Straße, im Süder der Meißner Straße ergänzt durch die Zinzendorfstraße und die Louisenstraße.
Der eingeschossige, quadratische Baukörper hat eine schlichte Putzgliederung sowie einen hohen turmartigen Helm. Dieser ist ziegelgedeckt und zeigt kleine Schleppgauben. Unter der blechverkleideten Spitze befinden sich die heute nicht mehr verwendeten Durchführungsisolatoren für den Anschluss der Freileitungen.

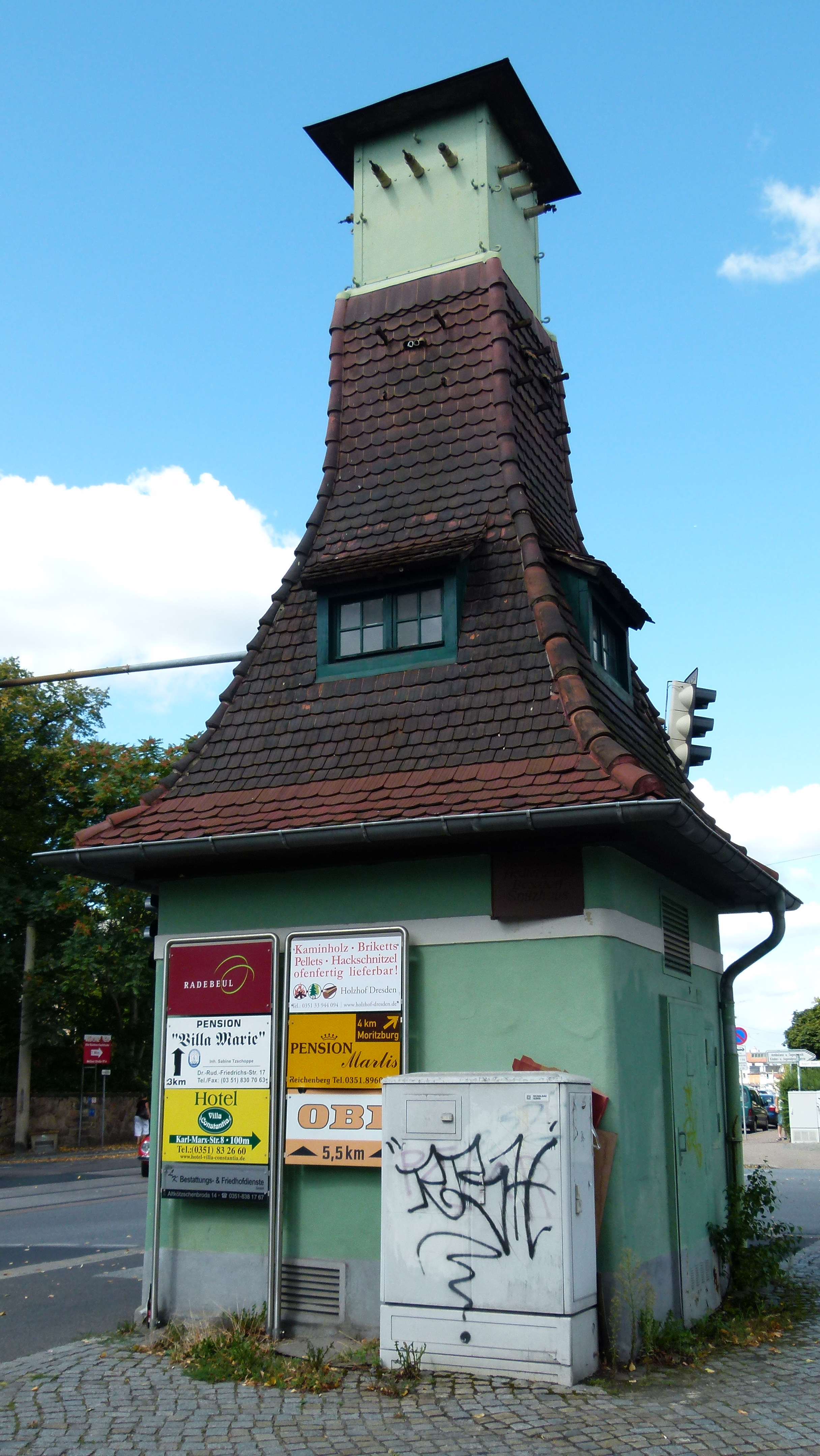
Ehemalige Trafostation
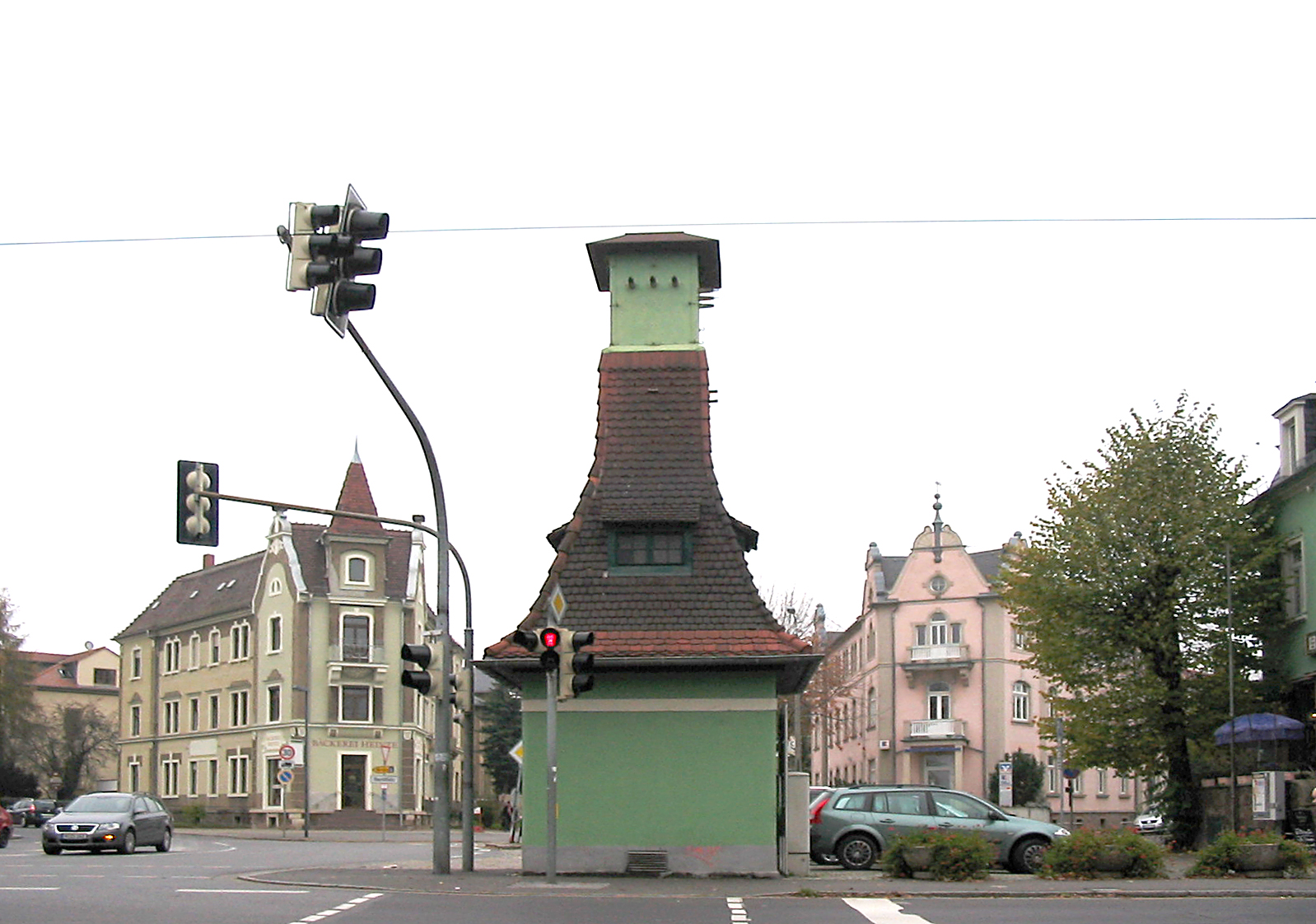
Trafoturm als Ausgangspunkt des Radialstraßensystems des Lindenquartiers
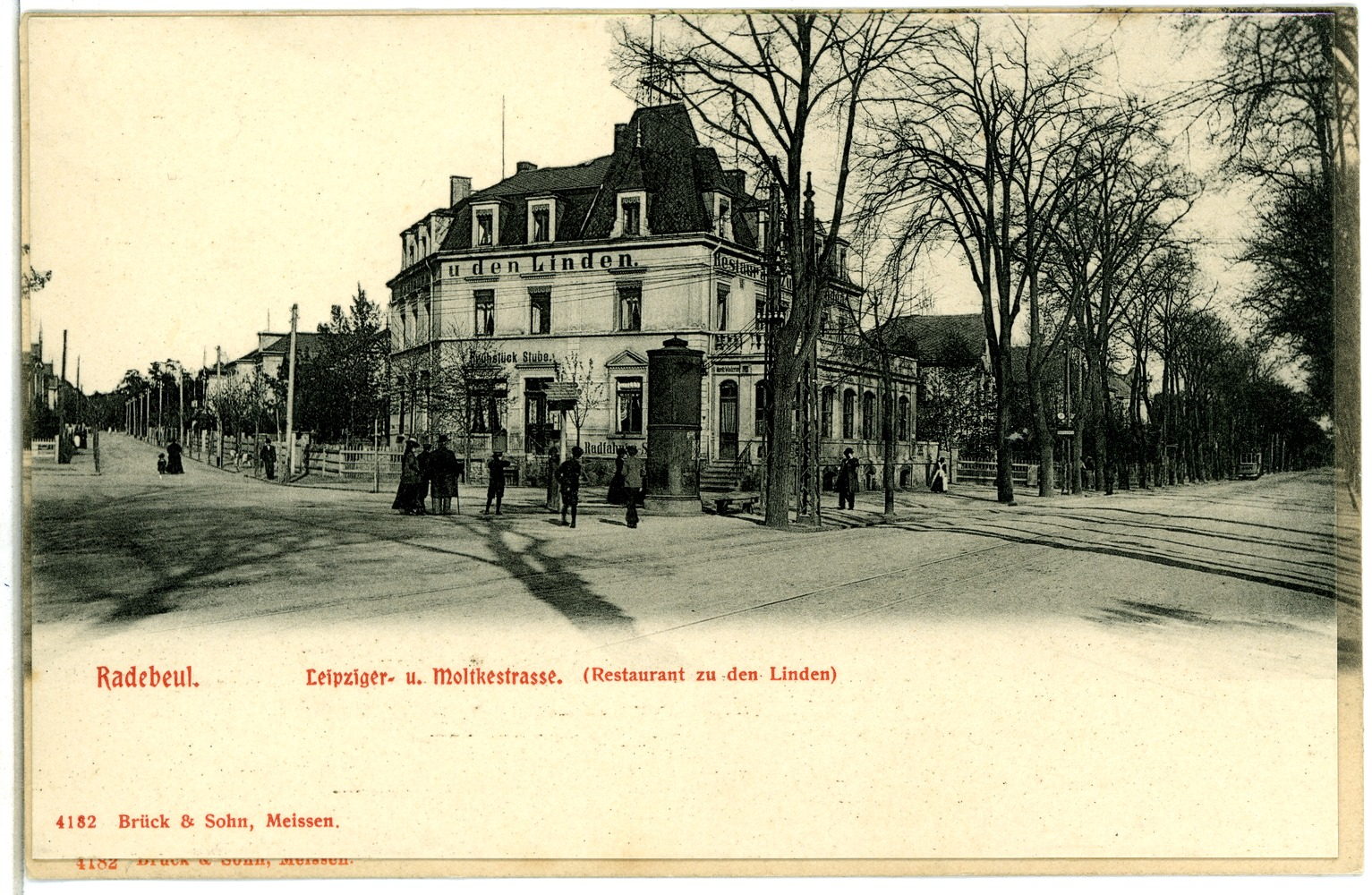
Runde Vorgängerstation vor dem Hotel „Zu den Linden.“ (1903)